# Ескадрилья «Лафаєт»
Ескадрилья «Лафаєт» (англ. Flyboys) — художній фільм, спільна робота кінематографістів США і Великої Британії.
Картина вийшла в широкий прокат в США 22 вересня 2006 року. В Україні стрічка вийшла в широкий прокат 26 жовтня 2006 з російськомовним дубляжем, хоча перед початком прокату картини Андрій Дяченко – керівник компанії "Геміні Україна", яка займалася прокатом стрічки в нашій державі – у інтерв'ю виданню "Україна молода" у серпні 2006 року обіцяв, що наступні 5 фільмів компанії вийдуть у прокат в Україні з українським дубляжем: «Диявол носить Prada», «Ерагон», «Ніч у музеї», «Слідопит» та «Ескадрилья Лафайєт».

## Сюжет
Сюжет фільму оповідає нам історію легендарної американської ескадрильї часів Першої світової війни «Лафаєт». Склад підрозділу складали іноземці-добровольці з країн, які не перебували у стані війни з Німеччиною. Молоді американці щойно закінчили льотні курси, і направляються до Франції. Хлопці потрапляють у справжнє пекло під назвою війна. Тепер новоспеченим льотчикам доведеться показати все, чому вони навчилися в льотній школі. Про цих хлопців будуть говорити як про героїв. Це чудовий фільм про кохання, мужність, чоловічу дружбу, відвагу.